# Saronída
Saronída (Saronida) är en ort i Grekland.   Den ligger i prefekturen Nomarchía Anatolikís Attikís och regionen Attika, i den sydöstra delen av landet, 30 km sydost om huvudstaden Aten. Saronída ligger 23 meter över havet och antalet invånare är 2 932.
Terrängen runt Saronída är huvudsakligen kuperad, men åt nordväst är den platt. Havet är nära Saronída åt sydväst. Närmaste större samhälle är Glyfáda, 18,3 km nordväst om Saronída. 